# Imagava Josimoto
Imagawa Yoshimoto (今川 義元, 1519. – 1560. június 12.) kiemelkedő daimjó (feudális úr) volt a Sengoku-kori Japánban. Székhelye Suruga tartományban volt, és egyike volt annak a három daimjónak, amely uralta a Tōkaidō régiót. 1560-ban halt meg, miközben Kiotóba vonult, hogy sógun legyen. Oda Nobunaga vereséget mért rá az okehazamai csatában, ahol meghalt Dengakuhazama falu mellett.

## A kezdetek és az utódlás
Yoshimoto 1519-ben született Imagawa Ujichika harmadik fiaként az Imagawa-családból, amely Seiwa császártól (850–880) származott. Gyermekkori neve Yosakimaru (芳菊丸). Családja a Minamoto-családból ágazott el, ez pedig az Ashikaga-családból. Mivel nem ő volt a legidősebb fiú, apja uradalmát nem örökölhette. Ennek eredményeként a fiatal fiút egy templomba küldték, ahol a nevét Baigaku Shōhō-ra (梅岳承芳) vagy Sengaku Shōhō-ra (栴岳承芳) változtatták. 1536-ban bátyja, Ujiteru hirtelen meghalt, ami utódlási vitákat robbantott ki. Idősebb féltestvére, Genkō Etan (玄広恵探) megpróbálta elfoglalni az uradalmat, és a klán két frakcióra szakadt. Yoshimoto frakciója azzal érvelt, hogy ő a jogos örökös, mert Yoshimoto anyja (Jukei-ni) Ujichika hitvese volt. Genkō Etan frakciója vitatta ezt Genkō beosztása alapján, és hogy édesanyja a Kushima család tagja volt. A Genkō frakció azonban kiesett a Hanagura-i Zavarban (花倉の乱). Baigaku Shōhō ezen a ponton megváltoztatta a nevét Yoshimoto-ra, és a klán feje lett.

## Hadjáratai
Miután Yoshimoto a klán feje lett, feleségül vette Kai Takeda Shingen húgát. Ez lehetővé tette Yoshimotónak, hogy szövetséget kössön a Takeda-klánnal, amikor 1540-ben segített Shingennek bebörtönözni apját, Takeda Nobutorát. Nem sokkal ezután a Later Hōjō-klán behatolt Suruga tartományba, de Yoshimoto legyőzte őket.
1542-ben Yoshimoto megkezdte előrenyomulását Mikawa tartományba, hogy megküzdjön Oda Nobuhide ellen a növekvő befolyása miatt a régióban, de vereséget szenvedett az azukizakai csatában.
Később, 1548-ban Yoshimoto legyőzte Nobuhidét a második azukizakai csatában, és 1560-ig folytatta területének kiterjesztését. A következő évtizedek során Yoshimoto átvette az irányítást Suruga, Totomi és Mikawa tartományok felett.
1552-ben Shingen fia, Takeda Yoshinobu feleségül vette Yoshimoto lányát. Yoshimoto és a Hōjō-klán 1554-ben békemegállapodást kötött Yoshimoto fia, Ujizane és Hōjō Ujitsuna lányának házasságával.
1558-ban Yoshimoto Imagawa Ujizane kezében hagyta a klán politikai ügyeit, hogy a nyugat felé, a Mikawába való előrenyomulásra összpontosítson.

## Az okehazamai csata és halála

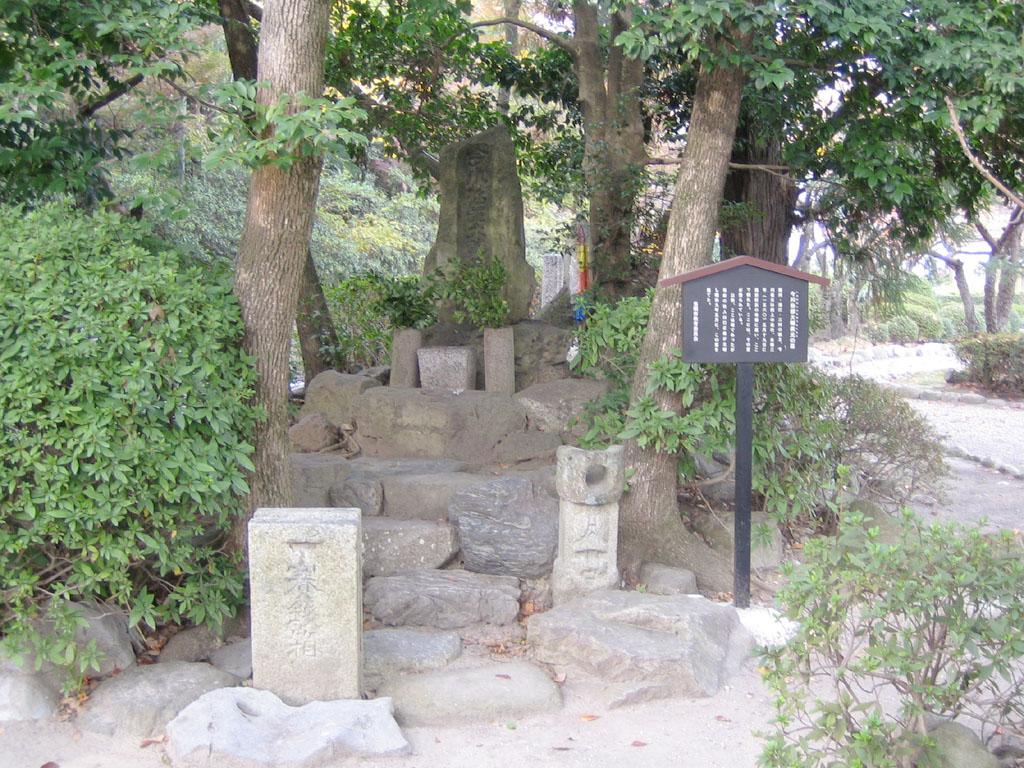
Imagawa Yoshimoto sírja Nagoyában (Aichi, Japán)

1560 nyarán, miután háromoldalú szövetséget kötött a Takeda-klánnal és a Hōjō-klánnal, Yoshimoto a mikawai Matsudaira Motoyasu-val (későbbi nevén Tokugava Iejaszu-val) az élcsapatban a fővárosba indult. Annak ellenére, hogy erős, 25 000 fős hadserege volt, Yoshimoto szándékosan azt hazudta, hogy 40 000 katonája van. Míg ez a kijelentés sok frakcióban félelmet keltett, Oda Nobunaga az Owari tartományból átlátott rajta. (Egyes történelmi források alátámasztják a 40 000-es állítást).
Yoshimoto serege sok győzelmet aratott, és dallal, szakéval ünnepelt. A 3000 fős Oda hadsereg meglepetésszerű támadása egy felhőszakadást követően Yoshimoto hadseregét teljesen tönkreverte. Két Oda szamuráj (Mōri Shinsuke és Hattori Koheita) lesből támadta meg az Imagawa hadsereget, és megölte Yoshimoto-t Dengakuhazama faluban.
Imagawa Ujizane Yoshimoto halála után az Imagawa-klán új feje lett. Ujizane-t később Tokugava Iejaszu kinevezte kōke-nek a Tokugawa-klán igazgatásában. Yoshimoto unokahúga Tsukiyama, Tokugava Iejaszu felesége volt.
Yoshimotónak több sírja van; maga a teste a Daisei-ben van eltemetve, egy templomban, Toyokawa városában, a modern Aichi prefektúrában.

## Családja
Apja: Imagawa Ujichika
Anyja: Jukei-ni (megh. 1568).
Felesége: Jōkei-in (1519-1550)
Ágyasa: Ii Naohira lánya, ismeretlen
Gyermekek:
Imagawa Ujizane,
Chotoku Ichigetsu,
Reishō-in (meghalt 1612-ben) feleségül vette Takeda Yoshinobu-t,
névtelen lány,
névtelen lány, feleségül ment  Mure Katsushige-hez

## Megjelenések a népszerű szépirodalomban
Ő egy játszható karakter a Pokémon Conquestben (Pokémon + Nobunaga's Ambition Japánban), partnere a Pokémonban Pineco és Forretress.
A Samurai Warriors sorozatban Yoshimoto egy ostoba, régimódi nemesemberként szerepel. Fegyvere egy kemari, amelyet fia, Ujizane kemari iránti történelmi megszállottsága ihletett. A Samurai Warriors 5-ben azonban, ahol egy harci kalapáccsal és ősi katanájával, Samonjival harcol, ehelyett arrogáns, de hatékony vezetőként ábrázolják, aki állandó fenyegetést jelent a fiatal Oda Nobunaga számára, sőt, egy csatában legyőzi és kényszeríti. az Oda hadsereg visszavonulását, mielőtt végül vereséget szenvedett Okehazamánál.
Yoshimoto női változata megjelenik a The Ambition of Oda Nobuna című animében. Ebben a verzióban Yoshimoto haldoklása helyett megkímélték, és később Shōgun alakoskodónak állítják be, hogy legitimálják Nobuna Kyotói igényét.
A Sengoku Basara játékban és anime sorozatban gyenge vezetőnek mutatkozott, csalinak használta vazallusait, miközben megpróbált visszavonulni. Az anime verzióban Oda Nobunaga ölte meg.

## Külső linkek
A Wikimédia Commons rendelkezik Imagawa Yoshimotóval kapcsolatos médiával.
(japánul) "Suruga Imagawa-shi" a Harimaya.com-on